# Valledolmo vasútállomás
A Valledolmo vasútállomás egy vasútállomás Olaszországban, Szicília régióban, Palermo megyében, Valledolmo településen. Forgalma alapján az olasz vasútállomás-kategóriák közül a bronz kategóriába tartozik.

## Vasútvonalak
Az állomást az alábbi vasútvonalak érintik:
- Caltanissetta-Palermo-vasútvonal